# Esterhazya splendida
Esterhazya splendida là loài thực vật có hoa thuộc họ Cỏ chổi. Loài này được J.C.Mikan mô tả khoa học đầu tiên năm 1820.